# ルジアーナ
ルジアーナ（イタリア語: Lusiana）は、イタリア共和国ヴェネト州ヴィチェンツァ県に存在した、人口約2,600人の基礎自治体（コムーネ）。
2019年2月20日にコンコと合併してルジアーナ・コンコの一部となった。

## 名称
歴史的にはドイツ語系のチンブロ語が話された地域である。イタリア語以外の言語では以下の名称を持つ。
- チンブロ語: Lusaan
- ドイツ語: Lusian

## 地理

### 位置・広がり
ヴィチェンツァ県北部、アジアーゴ高原（セッテ・コムーニ）に位置するコムーネである。

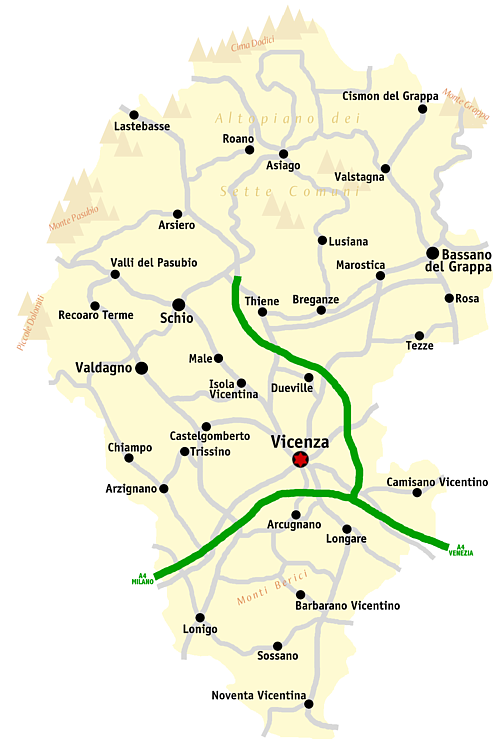
ヴィチェンツァ県概略図

#### 隣接コムーネ
コムーネとしてのルジアーナは、以下のコムーネと隣接していた。
- アジアーゴ
- コンコ
- ルーゴ・ディ・ヴィチェンツァ
- マロースティカ
- サルチェード (Salcedo)

## 人物

### 著名な出身者
- ソニア・ガンディー - インドの政治家